# Бахарампур
Бахарампур (енгл. Berhampore, Baharampur), индијски град у држави Западни Бенгал.

## Историја
У време британске управе у Индији, Бахарампур је био важна војна база британске војске. Током Индијског устанка 1857, 63. пук домородачке пешадије (сепоја) Бенгалске армије, стациониран у граду, разоружан је пре него што је успео да се побуни.

## Демографија
По попису из 2001. године град је имао 160.168 становника.  По последњем попису из 2011. године, град је имао 195.223 становника (са околином 304.427). Мушкарци чине 51,3̬ % становништва. Запослених је око 40 %, а неписмених око 10 %.